# バターン半島

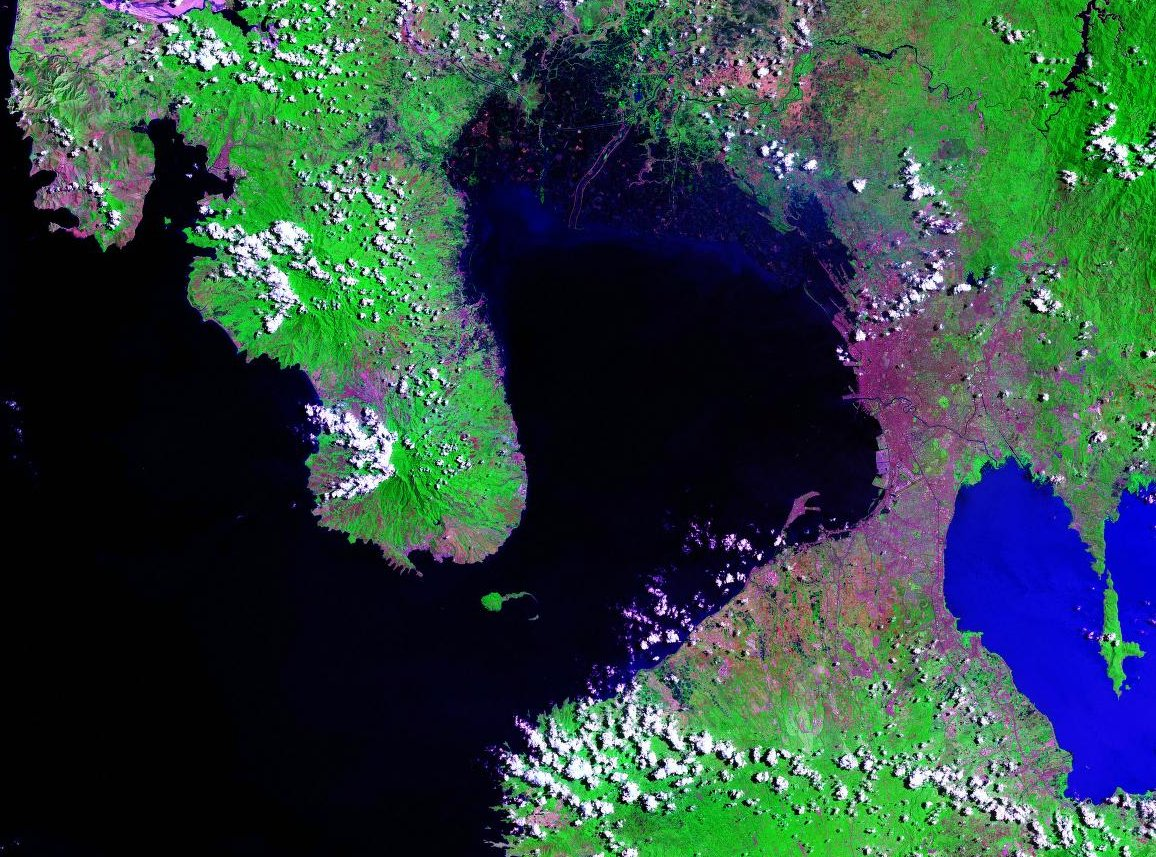
ランドサット画像。中央の黒い部分がマニラ湾、左上から伸びる緑色の部分がバターン半島である。

バターン半島（バターンはんとう、フィリピン語: Lalawigan ng Bataan、英語: Bataan Peninsula）は、フィリピンのルソン島中西部にある半島。南へ延びた半島であり、西の南シナ海から東のマニラ湾を区切る形となる。首都マニラからはマニラ湾を挟んだ対岸にあたる。半島の北西にはスービック湾がある。
この半島全体がバターン州という1つの行政区になっている。面積は1,373km2、人口は557,669人（2000年）、州都は東岸のバランガ(Balanga)である。南にコレヒドール島があり、島の北側がノース海峡、南側がサウス海峡となっている。

## 脚註
1. ↑  日本では「バターン」で定着しているが、Bataにanが付いてBataanという語ができており、「バタアン」の方が原語に忠実な発音。